# Paraperipatus papuensis
Paraperipatus papuensis är en klomaskart som först beskrevs av Sedgwick 1909.  Paraperipatus papuensis ingår i släktet Paraperipatus och familjen Peripatopsidae. Inga underarter finns listade i Catalogue of Life.